# Metro Chennai

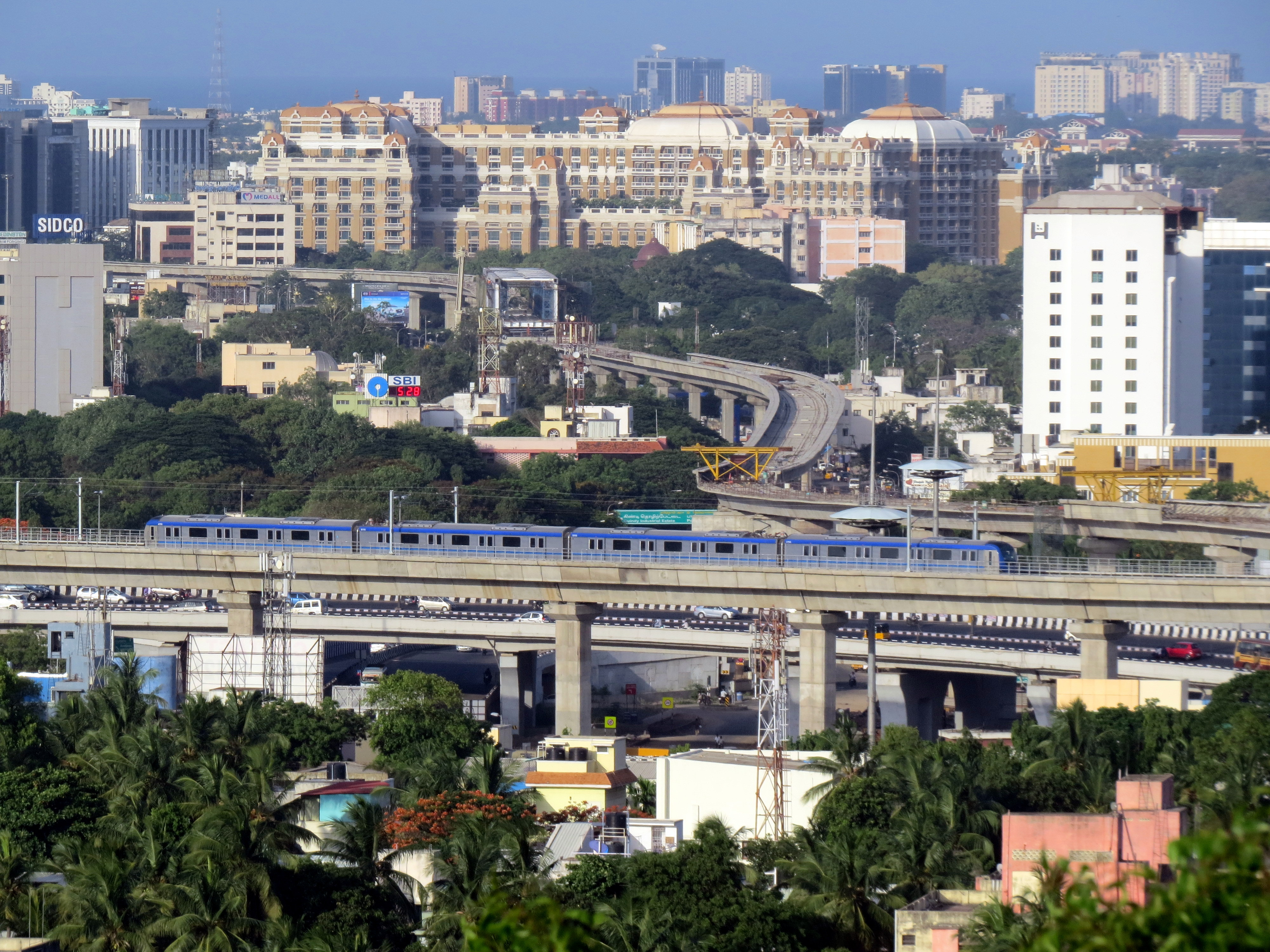
Metrozug zwischen Ekkattuthangal und Alandur bei einem Testlauf im Januar 2014

Die Metro Chennai (englisch: Chennai Metro, Tamil: சென்னை மெட்ரோ) ist eine U-Bahn in Chennai, der Hauptstadt des indischen Bundesstaates Tamil Nadu. Sie wurde am 29. Juni 2015 eröffnet und besteht aus zwei Linien mit einer Gesamtlänge von 45,1 Kilometern.

## Geschichte

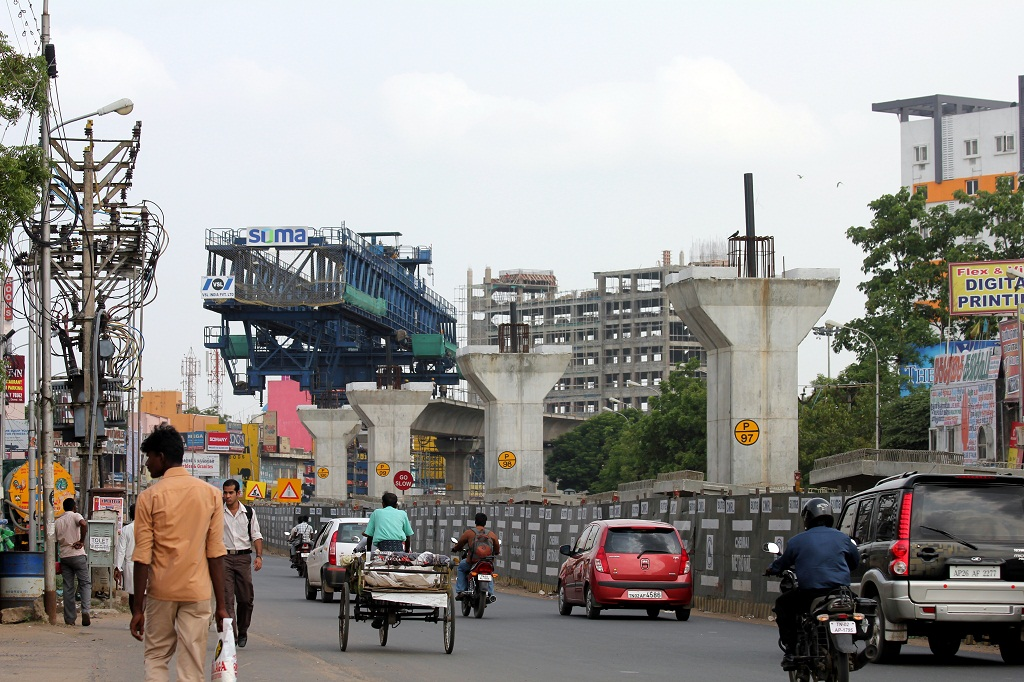
Bau der Hochbahnstrecke bei Arumbakkam (Juli 2011)

Wie viele indische Metropolen hat Chennai ein rasantes Wachstum der Bevölkerung und eine erhebliche Zunahme des Verkehrsaufkommens erlebt. So verdreifachte sich die Zahl der in Chennai registrierten Kraftfahrzeuge zwischen 2001 und 2011. Resultat sind zunehmende Verkehrs- und Umweltprobleme. Daher wurde bereits im Jahr 2003 der Bau einer U-Bahn nach dem Vorbild der Metro Delhi vorgeschlagen. Im Juni 2006 forderte die Regierung des Bundesstaates Tamil Nadu bei den Betreibern der Metro Delhi einen Projektentwurf an, der am 1. November 2007 vorgelegt und wenige Tage später vom Kabinett bewilligt wurde. Federführend bei der Planung war der Ingenieur E. Sreedharan, der bereits den Bau der Konkan Railway und der Metro Delhi geleitet hatte. Im Januar 2009 stimmte die indische Zentralregierung den Plänen zu. Die Bauarbeiten begannen im Juni 2009. Der Bau der Tunnelabschnitte wurde im Januar 2012 begonnen.
Am 29. Juni 2015 wurde als erster Abschnitt der Metro Chennai die Hochbahnstrecke der Grünen Linie zwischen Koyambedu und Alandur eröffnet. Am 21. September 2016 folgte der Hochbahnabschnitt der Blauen Linie zwischen Little Mount und dem Flughafen Chennai. Am 14. Oktober 2016 wurde die Grüne Linie von Alandur bis St. Thomas Mount verlängert. Als erste Tunnelstrecke ging am 14. Mai 2017 der Abschnitt der Grünen Linie zwischen Thirumangalam und Nehru Park in Betrieb. Am 25. Mai 2018 wurde die Grüne Linie mit der Eröffnung des Abschnitts von Nehru Park über Egmore bis Chennai Central vollendet. Zeitgleich wurde der erste Tunnelabschnitt der Blauen Linie zwischen Saidapet und AG-DMS eröffnet. Mit der Eröffnung des verbliebenen Abschnitts der Blauen Linie von AG-DMS nach Washermanpet wurde am 10. Februar 2019 die erste Ausbauphase vollendet.
Im August 2017 begannen die Bauarbeiten für die nördliche Erweiterung der Blauen Linie.

## Streckennetz
Die Metro Chennai umfasst seit der Fertigstellung der ersten Ausbauphase ein 45,1 Kilometer langes Streckennetz mit zwei Linien (davon 24,0 Kilometer im Tunnel und 21,1 Kilometer als Hochbahn) und 32 Stationen (davon 19 im Tunnel und 13 oberirdisch). Die Blaue Linie beginnt in Washermanpet im Norden Chennais und führt in südwestlicher Richtung zum Flughafen Chennai. Die Grüne Linie beginnt am Bahnhof Chennai Central und führt zunächst nach Westen, ehe sie nach Süden abbiegt, in Alandur wieder die Blaue Linie kreuzt und schließlich am Bahnhof St. Thomas Mount endet.
Mittelfristig ist eine nördliche Erweiterung der Blauen Linie von Washermanpet bis Wimco Nagar vorgesehen. Sie wird eine Strecke von neun Kilometern umfassen (davon sieben Kilometer als Hochbahn und zwei Kilometer im Tunnel) mit acht Stationen (davon sechs oberirdisch und zwei im Tunnel).
| Linie | Linie       | Strecke                                                                 | Eröffnung | Länge   | Stationen |
| ----- | ----------- | ----------------------------------------------------------------------- | --------- | ------- | --------- |
|       | Blaue Linie | (Washermanpet – Chennai Central –) AG-DMS – Alandur – Flughafen Chennai | 2016      | 23,1 km | 17        |
|       | Grüne Linie | Chennai Central – Nehru Park – Alandur – St. Thomas Mount               | 2015      | 22,0 km | 17        |

## Weitere Planungen
Nach Fertigstellung der ersten Ausbaustufe ist eine umfangreiche zweite Ausbauphase geplant. Diese soll drei weitere Linien mit einer Gesamtlänge von 107 Kilometern und 116 Stationen umfassen. 80 Prozent der Strecken sollen im Tunnel verlaufen. Eine Linie soll vom nördlichen Vorort Madhavaram nach Siruseri im Süden Chennais verlaufen und dabei unter anderem den sogenannten „IT-Korridor“ entlang der Old Mahabalipuram Road erschließen. Eine weitere Linie soll ebenfalls in Madhavaram beginnen und durch die westlichen Vororte Chennais nach Sholinganallur verlaufen. Die dritte neue Linie soll von der bestehenden Station CMBT zur Station Lighthouse am Marina Beach führen und somit eine Querverbindung in Ost-West-Richtung schaffen.
Außerdem bestehen Überlegungen, dass die bestehende Hochbahn Chennai Mass Rapid Transit System von der Metro Chennai übernommen werden könnte. Die 1995 eröffnete MRTS wird derzeit mit normalen Nahverkehrszügen betrieben.